# Ruach haQodesh
(Zaccaria, 4:6)
Ruach haQodesh (in ebraico רוח הקודש‎?, traslitt. anche Rūăḥ ha-Kōdēš) è un'espressione della religione ebraica che si traduce perlopiù letteralmente con "Spirito Santo", ma è anche traducibile come "ispirazione divina".  La teologia dello Spirito Santo pur utilizzando talora gli stessi testi biblici ha avuto esiti sostanzialmente diversi nell'ebraismo rabbinico e nel cristianesimo.

## Utilizzo in diversi contesti
Il termine viene usato nella Bibbia ebraica (Tanakh) e nella letteratura rabbinica per riferirsi allo Spirito di Yahweh (in ebraico רוח יהוה‎?), spirito di ispirazione, o in generale alla rivelazione interiore della presenza divina tra il popolo ebraico, presenza nota anche come Shekhinah. Lo "Spirito Santo" generalmente conferisce profezia e sapienza, che poi possono trasmettere ad altri. Il termine, inoltre, può riferirsi alla potenza, qualità e influenza divine, sull'universo o sulle creature, in dati contesti.
Sebbene il termine appaia frequentemente negli scritti postbiblici, nella Scrittura i riferimenti sono scarsi e l'espressione viene solo riportata nella forma possessiva  in ebraico רוּחַ קָדְשְׁךָ‎?, ruach kadsh'cha, "Tuo santo spirito" (Salmi 51:11-13) senza l'articolo determinativo, e come רוּחַ קָדְשׁוֹ, ruach kadsho, "Suo spirito santo" (Isaia 63:10,11). La locuzione si trova citata nel Talmud ed anche nello Zohar: « Come si intende: lo Spirito ritorna? Questa è la Shekhinah, che è lo Spirito Santo ». Scritti successivi identificano altri esempi testuali della parola רוּחַ ruach "spirito" ad indicare Ruach haQodesh.
Nella versione greca dei LXX il termine Ruach haQodesh è tradotto con "πνεῦμα ἅγιον" ("Spirito Santo") e tale espressione è fortemente presente anche nel Nuovo Testamento, ma su questo si veda

## Bibbia ebraica
Il termine ruach hakodesh si trova una volta in Salmo 51:11 (Salmo 50 nella numerazione della Vulgata, seguita da molte bibbie cattoliche) e due volte anche nel Libro di Isaia (Isaia 63:10,11). Queste sono le sole tre volte che la frase precisa "ruach hakodesh" viene usata nelle Scritture ebraiche, sebbene la parola ruach (רוח, letteralmente "respiro/soffio" o "vento") in varie combinazioni sia usato spesso, e anche l'aggettivo kodesh ("santo") sia usato frequentemente. Il sostantivo ruach  può significare sia vento, sia una qualche forza motrice invisibile ("spirito").
I seguenti sono esempi della parola ruach (con riferimento allo "spirito" di Dio) nelle Scritture ebraiche:
Genesi 1:2: "Lo spirito di Dio aleggiava sulle acque."
1 Samuele 16:13: "Da quel giorno in poi lo Spirito dell'Eterno investì Davide."
Salmi 143:10: "Il tuo Spirito benevolo mi guidi in terra piana."
Isaia 44:3: "Spanderò il mio spirito sulla tua discendenza, la mia benedizione sui tuoi posteri."
Gioele 2:28: "Dopo questo avverrà che io spanderò il mio Spirito sopra ogni carne; i vostri figli e le vostre figlie profetizzeranno."
Il primo uso della frase ruach hakodesh (o "spirito santo") nella Bibbia ebraica appare nel Salmo 51 e contiene un triplo parallelismo:
10/12 "O Dio, crea in me un cuore puro e rinnova dentro di me uno spirito saldo (רוּחַ נָכֹון)."
11/13 "Non respingermi dalla tua presenza e non togliermi il tuo santo Spirito (רוּחַ קָדְשְׁךָ)."
12/14 "Rendimi la gioia della tua salvezza, e sostienimi con uno spirito volenteroso (רוּחַ נְדִיבָה)."
Le altre due volte in cui si riscontra ruach hakodesh sono in Isaia 63, come segue:
10 "Ma essi furono ribelli, contristarono il suo Spirito santo (רוּחַ קָדְשְׁךָ); perciò egli si mutò in loro nemico ed egli stesso combatté contro di loro."
11 "Allora il suo popolo si ricordò dei giorni antichi di Mosè. Dov'è colui che li fece uscire dal mare col pastore del suo gregge? Dov'è colui che metteva in mezzo a loro il suo santo Spirito (רוּחַ קָדְשְׁךָ)?"

## Profezia
"Spirito Santo" può indicare la capacità generale di percepire rivelazioni divine condivise da tutti i profeti. Ad esempio, il rabbino Mosè Luzzatto scrive a proposito del ritorno generale della profezia messianica usando questo termine. Nell'opera Kuzari, Rabbi Yehuda Ha-Levi conferma che "santo spirito" indica la profezia a vari livelli e aggiunge ulteriormente che i giusti capi del popolo ebraico, come i re ed i sommi sacerdoti sono infusi di Spirito Santo per guidarli.
Spirito Santo può inoltre essere usato più tecnicamente ad indicare un livello specifico di ispirazione. Tra i vari livelli di profezia, lo Spirito santo è uno dei livelli inferiori e, in senso stretto, non viene considerato vera e propria profezia. La differenza sta nell'intensità dell'esperienza e nella mancanza della conoscenza che la rivelazione sia una vera profezia. Secondo Mosè Maimonide, la persona che prova tale rivelazione percepirebbe lo spirito che lo penetra e gli dà il potere e la motivazione di parlare. L'oggetto potrebbe essere scienza, salmi, messaggi morali per coloro che lo circondano, o anche un'esposizione di genere politico o teologico. Ciò accadrebbe mentre è in stato cosciente ed in pieno possesso dei propri sensi, sebbene la rivelazione posso giungere anche in sogno. Diversi libri della Scrittura, come il Libro dei Salmi di Davide, il Libro di Daniele ed il Libro di Ester furono apparentemente scritti sotto ispirazione di questo Spirito Santo ed i rispettivi autori sono quindi chiamati "profeti" nel senso più generico della parola.

### Prerequisiti
In generale, i prerequisiti per lo Spirito Santo sono simili a quelli della profezia stessa. Per esempio, lo Spirito Santo si pone solo su colui che è contento, sereno. Era quindi fatto comune nell'era del Tempio che lo Spirito Santo si posasse sugli ebrei che partecipavano alle festività di canti e danze durante Simchat Beit HaShoeivah, ed i musicisti spesso accompagnavano i profeti in altre occasioni dell'anno. Dopo la morte dei profeti posteriori Aggeo, Zaccaria e Malachia e le contemporanee persecuzioni del popolo ebraico, raggiungere uno stato di felicità era difficile e quindi la profezia e lo Spirito Santo cessarono di rivelarsi agli ebrei. Tuttavia, un'eco della voce celeste nota come bath ḳōl (in ebraico בּת קול‎?, lett. figlia di una voce, "voce di Dio") continuò, poiché è un livello inferiore di rivelazione rispetto allo Spirito Santo .
Il Talmud gerosolimitano elenca una seri di altri requisiti, come la purezza, l'umiltà e il timore del peccato. Viene anche citato il mangiare solo cibo kosher (Akeidat Yitzchak 60:15) ed i relativi benefici per una generale sensibilità spirituale sono riportati altrove nel Talmud e nella letteratura chassidica.
Inoltre, il peccato può scacciare lo Spirito Santo. Commentando sulla supplica di perdono da parte di Re Davide in Salmi 51:11-13, Abraham ibn ‛Ezra scrive che Davide ebbe paura di perdere il "livello degli uomini pervasi dallo Spirito Santo".

## Talmud
Il termine viene discusso nel Talmud babilonese (Makkot 23b e altrove) dove viene interpretato come bat kol. L'uso rabbinico è discusso dagli studiosi Joseph Jacobs e Ludwig Blau nell'articolo intitolato "Holy Spirit (Spirito Santo)" della Jewish Encyclopedia (1911).
Il termine Ruach HaKodesh (Spirito Santo) si trova frequentemente nella letteratura talmudica e midrashica. In alcuni casi significa ispirazione profetica, mentre in altri viene usato come un'ipostatizzazione o un metonimo di Dio. L'interpretazione rabbinica di "Spirito Santo" rivela un certo grado di personificazione, ma rimane "una qualità che appartiene a Dio, uno dei suoi attributi".
Nell'Ebraismo rabbinico, il riferimento allo Spirito di Dio, lo Spirito santo di YHWH, abbonda; tuttavia – a parte il misticismo cabalistico  – viene rifiutata qualsiasi idea e/o concetto del Dio Eterno come dualistico o trino, o ontologicamente complesso. Nell'Ebraismo, si afferma in assoluto che Dio è Uno; l'idea di Dio come dualità o trinità viene considerata shituf (שִׁתּוּף, ovvero "non puramente monoteistica") e, sebbene alcune opinioni rabbiniche lo permettano ai gentili, rientra pienamente nella proibizione di idolatria per gli ebrei.